# Островиты (Червенский район)
Островиты (бел. Астравіты), также Островитые (бел. Астравітыя) — деревня в Червенском районе Минской области Белоруссии. Входит в состав Червенского сельсовета.

## Географическое положение
Расположена в 13 км северо-западнее райцентра, в 61 км от Минска, на реке Дыевка.

## История
Населённый пункт впервые упоминается в XVI веке в ВКЛ. На 1586 год имение Островитское, принадлежавшее шляхтичу Квятковскому. В XVII веке являлось церковной собственностью. В результате II раздела Речи Посполитой 1793 года вошла в состав Российской Империи. На 1795 год здесь насчитывалось 19 дворов. На 1800 год деревня, входившая в состав Игуменского уезда Минской губернии и принадлежавшая казне, здесь был 21 двор и 120 жителей, здесь имелись деревянная униатская каплица, корчма и водяная мельница на реке Дыевка. По данным Переписи населения Российской империи 1897 года, относилась к Гребёнской волости, здесь было 45 дворов, проживали 320 человек, на реке Дыевка продолжала функционировать водяная мельница, неподалёку располагалась также усадьба Островиты, где было 3 жителя. На 1908 год деревня насчитывала 53 дворов и 334 жителя. На 1917 год здесь было 48 дворов, 309 жителей. С февраля по декабрь 1918 года деревня была оккупирована немцами, с августа 1919 по июль 1920 — поляками. 20 августа 1924 года вошла в состав вновь образованного Войниловского сельсовета Червенского района Минского округа (с 20 февраля 1938 — Минской области). Согласно переписи населения СССР 1926 года насчитывалось 54 двора, население составило 302 человека. В 1930 году в деревне был организован колхоз «Красный коммунар», на 1932 год в него входили 20 крестьянских дворов. Во время Великой Отечественной войны деревня была оккупирована немецко-фашистскими захватчиками в конце июня 1941 года, 19 её жителей погибли на фронтах. Освобождена в начале июля 1944 года в результате Минской операции. На 1960 год население деревни составило 269 жителей. В 1980-е годы деревня относилась к колхозу «Победа». На 1997 год в деревне было 29 дворов, проживал 51 человек, функционировали животноводческая ферма, магазин. С 30 октября 2009 года в составе Червенского сельсовета. На 2013 год 9 круглогодично жилых домов, 13 постоянных жителей.

## Население
- 1795 — 19 дворов
- 1800 — 21 двор, 120 жителей
- 1897 — 45 дворов, 320 жителей
- 1908 — 53 двора, 334 жителя
- 1917 — 48 дворов, 309 жителей
- 1926 — 54 двора, 302 жителя
- 1960 — 269 жителей
- 1997 — 29 дворов, 51 житель
- 2013 — 9 дворов, 13 жителей